# Faido (Álava)
Faido (oficialmente Faido/Faidu) es un concejo del municipio de Peñacerrada, en la provincia de Álava, País Vasco (España).

## Toponimia
En el año 1025 en la Reja de San Millán, consta como Paldu.Otras denominaciones que ha tenido son Paidu (1025), Faydu (1240, 1257), Sancto Stephano de Faydu (1278), Fayduaxpe (1513), Faydo (1671), Faidos (1829) y Faidu - Faido(1995).

## Geografía física
| Noroeste: San Martín de Galvarín | Norte: Mesanza | Nordeste: Albaina |
| Oeste: Baroja                    |                | Este: Laño        |
| Suroeste: Loza                   | Sur: Pipaón    | Sureste: Lagrán   |

## Despoblado
Forma parte del concejo una fracción del despoblado de:
- Aima.[3]

## Demografía
| Gráfica de evolución demográfica de Faido entre 04 y 23     |
|                                                             |
| Población de derecho según los censos de población del INE. |

En los últimos 20 años, entre 2004 y 2023, la población de Faido ha oscilado entre los 16 y los 20 habitantes.

## Historia

### sigloXIX
Así se describe a Faido en la página 11 del tomo VIII del Diccionario geográfico-estadístico-histórico de España y sus posesiones de Ultramar, obra impulsada por Pascual Madoz a mediados del siglo XIX:

FAIDO

Lugar del ayuntamiento de Peñacerrada en la provincia de Álava, partido judicial de Laguardia (4 leguas), audiencia territorial de Burgos (21), capitanía general de las Provincias Vascongadas (Vitoria, 4) y diócesis de Calahorra (14).
Situado en terreno montuoso con clima frío; le combate el viento N y se padecen reumas y pulmonías.
Tiene 7 casas, iglesia parroquial (la Natividad de Nuestra Señora), aneja de la colegiata de Vitoria; una ermita (Nuestra Señora de la Peña), en donde existe la pila bautismal; y una fuente de exquisitas aguas para el abasto de la población.
Confina el término N Mesanza (partido judicial de Villarcayo); E Pipaón; S Lagrán, y O Villaverde. El terreno es de mediana calidad, poblado de diferentes árboles y arbustos; reuniendo sus aguas en un riachuelo que nace en el mismo.
El correo se recibe de Haro por valijero.
Producciones: trigo, cebada, avena, maíz, patatas, alubias, garbanzos, arvejas y algunas hortalizas. Cría de ganado vacuno, caballar, lanar, cabrío, mular y de cerda; caza de jabalíes, liebres, perdices, lobos y zorras.
Población: 7 vecinos, 50 almas.

Contribución y riqueza: (Véase el artículo del partido judicial).

## Cultura

### Patrimonio material

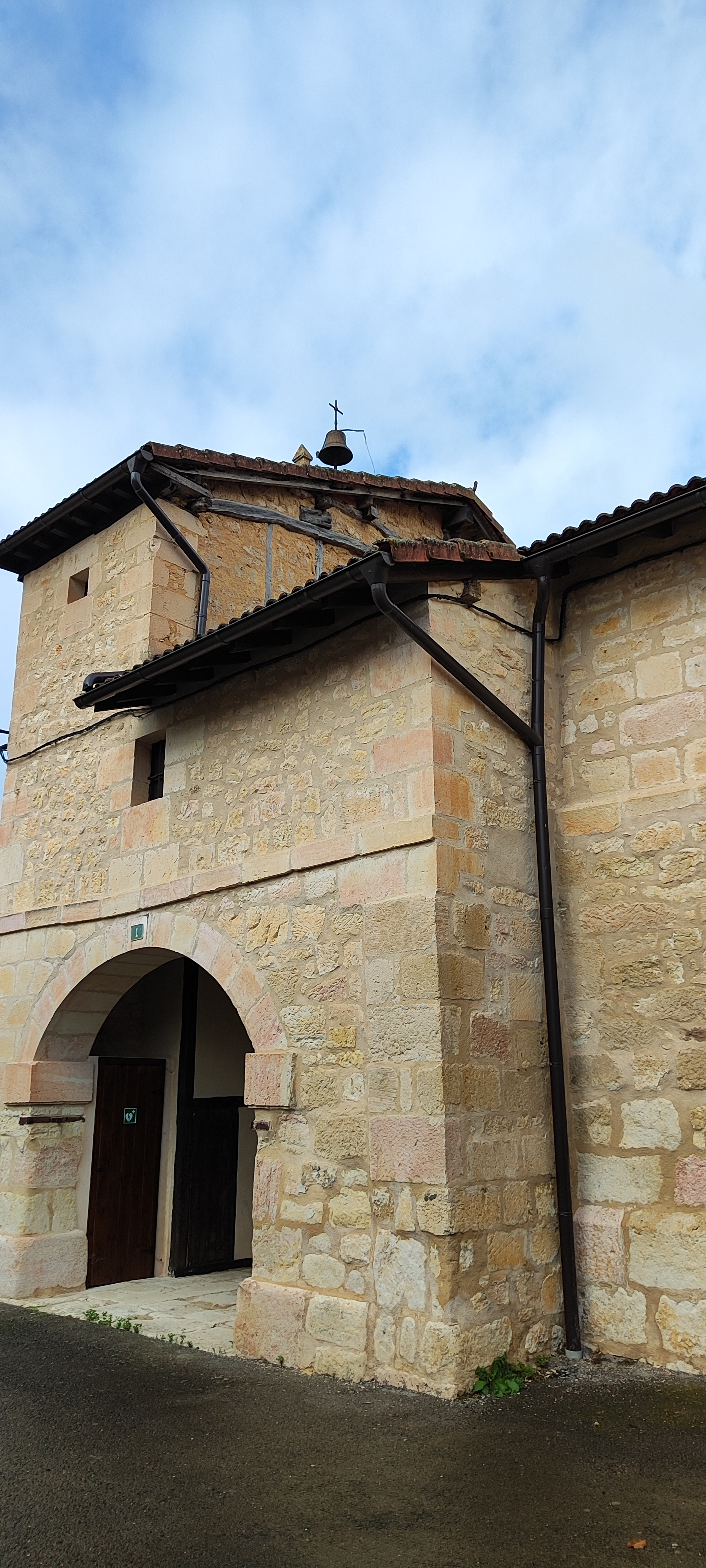
Iglesia de San Miguel en Faido (Álava)

- Iglesia de San Miguel en Faido (Álava)Iglesia de San Miguel, data de los siglos XVIII-XIX. El pórtico, de arco de medio punto, da acceso a la portada, también de arco de medio punto. Tiene planta rectangular, con el ábside poligonal y está cubierta con bóveda de arista, de los siglos XVIII-XIX.[6]
- Ermita de Nuestra Señora de la Peña (Faido).
- Cuevas artificiales de Faido. Conjunto de unas nueve oquedales excavadas en la piedra. La mayoría de ellas se encuentran en las inmediaciones de la Ermita De la Peña, bien alrededor de la propia ermita o bien cerca del camino de subida (Kruzia). Hay otras tres oquedades a escasos 200 metros al Sur del núcleo de Faido, al otro lado del valle y enfrentadas a los conjuntos rupestres de Kruzia y Ntr Sra de la Peña. [7]

- Molino de Faido. Molino actualmente en ruinas, emplazado al norte del núcleo y muy próximo a éste, en el término denominado "del Juncal".[8]
- Fuente-abrevadero-lavadero. Se trata de una tripleta nuclear ubicada en la Calle de la Fuente. La fuente tiene una inscripción en la que se indica que se construyó en 1887. Abrevadero: de planta rectangular, presenta un buen trabajo de sillería con uniones de grapado tacuñado con plomo fundido. Lavadero: la pila, cuadrangular, presenta los cuatro lados practicables y piedras lavanderas de buena sillería.[9]
- Fuente de la Plaza. Fuente en pilastra. Se encuentra ubicada en la entrada del pueblo, muy cerca de la Iglesia, adosada a un muro de mampostería donde se distinguen algunos sillares reutilizados.[10]
- Juego de bolos. Juego de bolos desaparecido, con ocasión de la pavimentación de las calles en torno al año 1975. [11]

### Patrimonio inmaterial
- Fiestas patronales el 8 de septiembre en honor a Santa María.[12]